# 选择性实习训练
选择性实习训练（英語：Optional Practical Training, OPT）是就读于美国高等院校（本科或研究生）、持有F-1签证的国际学生的一种工作许可，美国公民及移民服务局允许学生以学生身份在其学业相关专业工作1年的时间（科学、技术、工程、数学相关专业则可能更长）。